# Юркинское сельское поселение (Марий Эл)
Юркинское сельское поселение — муниципальное образование (сельское поселение) в составе Юринского района Марий Эл Российской Федерации. Административный центр поселения — посёлок Юркино.

## История
Статус и границы сельского поселения установлены Законом Республики Марий Эл от 18 июня 2004 года № 15-З «О статусе, границах и составе муниципальных районов, городских округов в Республике Марий Эл».

## Численность населения поселения
| 2010 | 2011  | 2012  | 2013  | 2014  | 2015  | 2016 |
| ---- | ----- | ----- | ----- | ----- | ----- | ---- |
| 1095 | →1095 | ↘1057 | ↘1038 | ↘1022 | ↘1003 | ↘978 |
| 2017 | 2018  | 2019  | 2020  | 2021  | 2023  |      |
| ↘946 | ↘899  | ↘848  | ↘834  | ↘758  | ↘742  |      |

## Состав сельского поселения
В состав сельского поселения входят 2 посёлка и 3 деревни:
| № | Населённый пункт | Тип населённого пункта          | Население |
| - | ---------------- | ------------------------------- | --------- |
| 1 | Икса             | деревня                         | 18        |
| 2 | Икша             | деревня                         | 38        |
| 3 | Карасьяры        | посёлок                         | 15        |
| 4 | Кромка           | деревня                         | 5         |
| 5 | Юркино           | посёлок, административный центр | 1019      |